# Galle & Jessen
Galle & Jessen er et dansk konfekturemærke, der især kendes for deres pålægschokolade, Ga-Jol-lakrids, og Spunk og som siden 1971 har været ejet af Toms. Fra 1971 til 2001 var Galle & Jessen A/S et datterselskab i Toms Gruppen. 

## Historie
Edvard Galle (1844-1900) og Hans Jessen (1851-1907) grundlagde en chokolade- og konfekturefabrik i 1872 i en kælder i Store Kongensgade 6, flyttede i 1875 til ejendommen Toldbodgade 15 og skabte i 1884 en stor fabrik på Lyngbyvej ved Vibenshus Runddel. I 1969 blev der opsat et stort neonskilt på fabrikken med Ga-Jol-manden, og den blev senere flyttet til Vesterbrogade. I 2019 blev skiltet taget ned.
Det meste af denne fabrik blev revet ned i 1999, men blandt andet skorstenen med det røde ur fra 1932 og de 8 chokoladefrøer i neon, der blev sat op i 1965 fik lov at stå indtil frøerne blev nedtaget 26. september 2009. Ga-Jol-manden fra 1969 sad også på fabrikken, og senere hen Vesterbrogade før destrueringen i 2016. På grunden ligger nu IBMs domicil, opført til Mærsk Data af Arkitektfirmaet C.F. Møller i 1999-2001. IBM fraflyttede ejendommen i 2013. I dag ejes ejendommen Vibenshuset af Topdanmark Ejendom A/S og drives som et internationalt kontorhus.